# Alcaloide

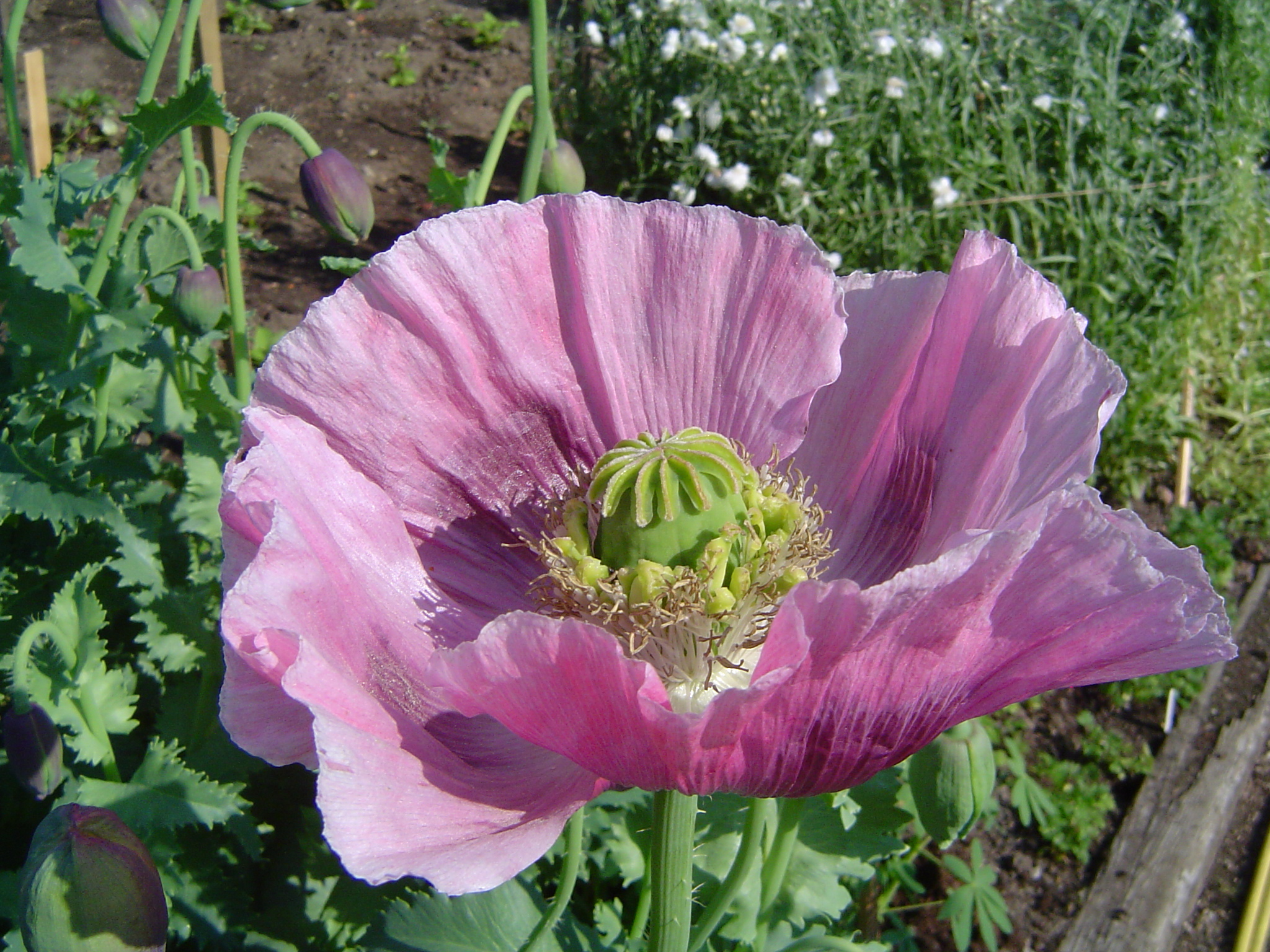
Cascall, Papaver somniferum

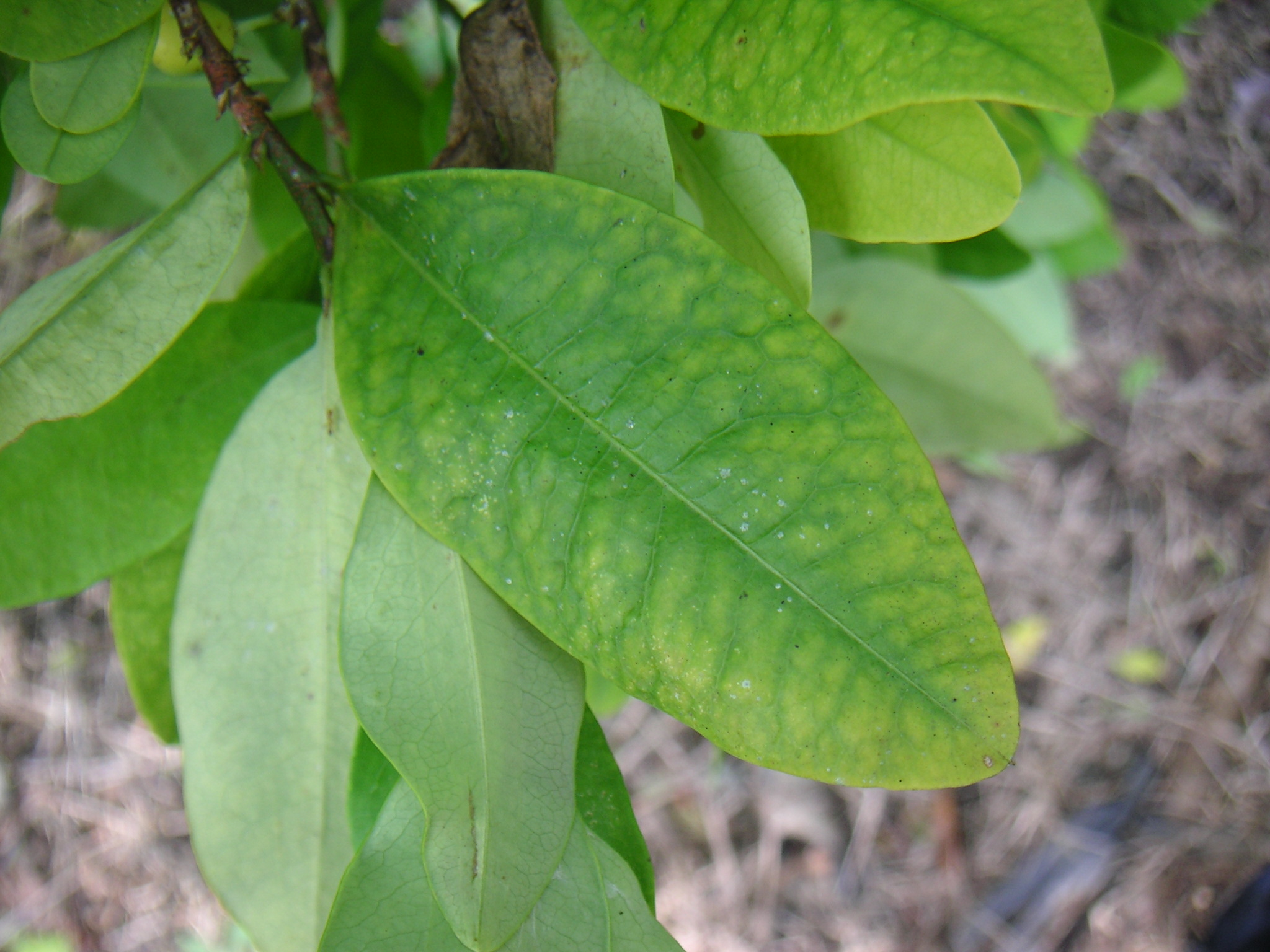
Fulla de la coca, Erythroxylum coca

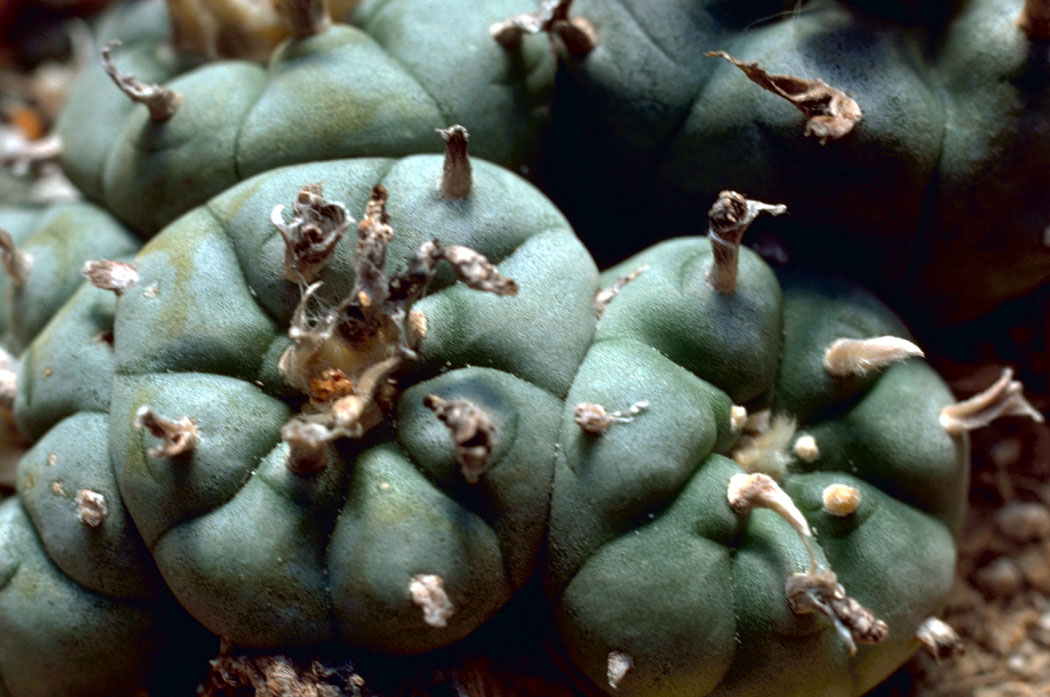
Peiot, Lophophora williamsii

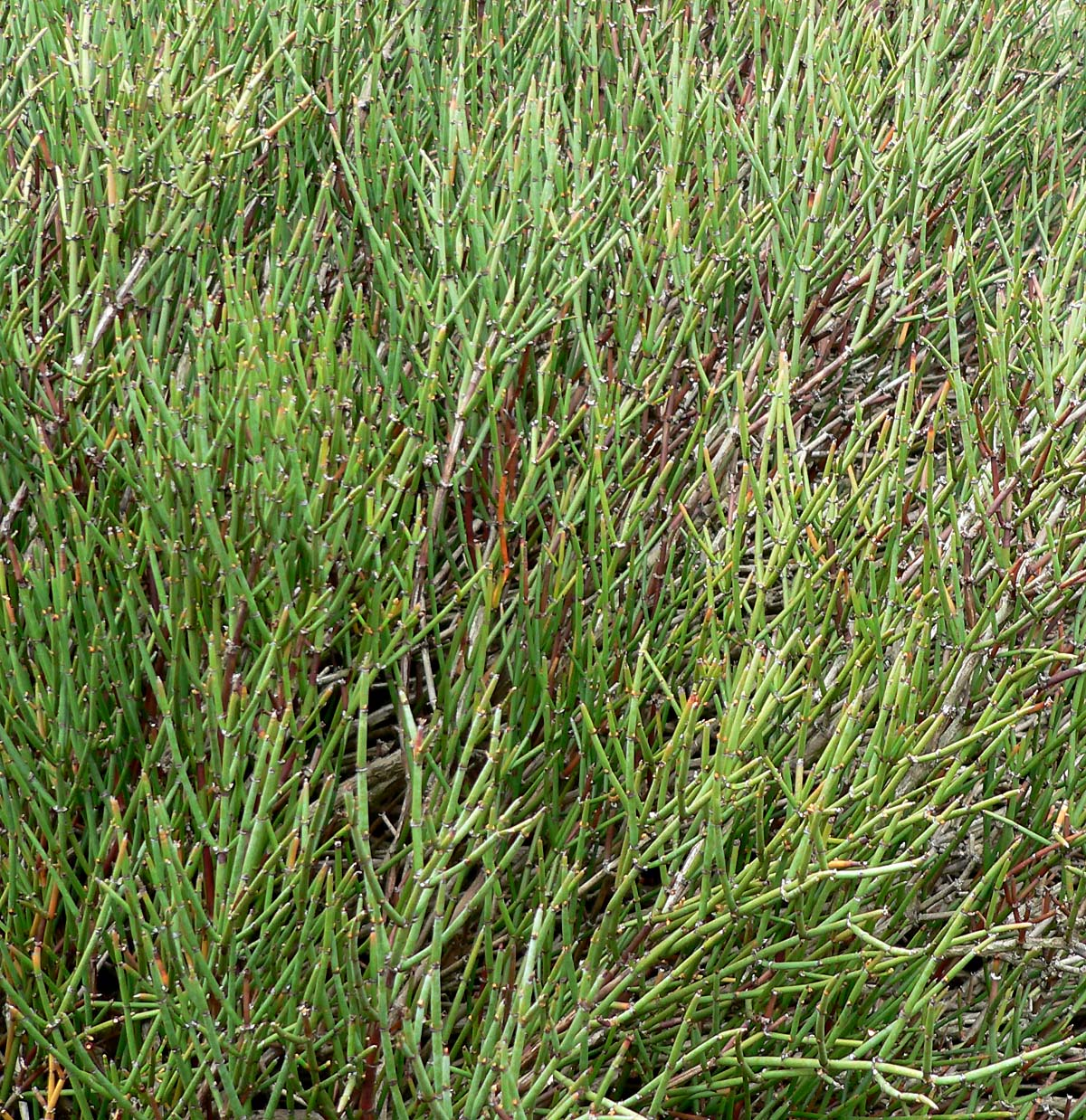
Efedra

Un alcaloide és un compost orgànic nitrogenat d'origen natural, més o menys bàsic, de distribució restringida i dotat de marcades propietats farmacològiques a baixes dosis. La majoria de vegades tenen un origen vegetal, tot i que també se'n poder trobar de sintetitzats per fongs, bacteris i fins i tot -encara que molt pocs- n'hi ha d'origen animal. En el cas concret dels d'origen vegetal, gairebé mai es troba un únic alcaloide en una planta, i tots els alcaloides d'una planta tenen el mateix origen biosintètic. El contingut d'alcaloides en diferents òrgans sol ser dispers, es troben en forma soluble (sals) i es troben als teixits perifèrics de la planta. Les plantes utilitzen aquestos compostos com una defensa química contra depredadors.

## Estructura i origen
L'estructura química d'un alcaloide pot ser relativament variada. Es considera que un alcaloide és, per definició, un compost químic que posseeix un nitrogen heterocíclic procedent del metabolisme d'aminoàcids; de procedir d'una altra via es defineix com a pseudoalcaloide.

## Nomenclatura
La nomenclatura dels alcaloides no segueixen unes regles fixes sinó que poden variar segons:
- Gènere botànic de la planta: Efedrina (Ephedra sp.), Papaverina (Papaver somniferum)
- Espècie botànica: Cocaïna (Erythroxylum coca)
- Nom comú de la planta: Mescalina (La part del peiot emprada per a l'obtenció dels principis actius és anomenada col·loquialment Mescal buttons en anglès, nom científic Lophophora williamsii. No confondre aquesta amb les plantes del gènere Agave -com per exemple l'atzavara- emprades per a elaborar la beguda anomenada mescal.)
- Propietat fisiològica: Emetina (Psychotria ipecacuanha)
- Personatge involucrat en la seua història o relacionat amb el seu efecte: Morfina (Morfeu)

## Detecció, identificació i quantificació
Els mètodes per a la detecció d'alcaloides estan basats en la propietat de combinar-se amb metalls i metal·loides (bismut, mercuri, wolframi, iode…) requereixen una extracció prèvia i existeixen reaccions de precipitació generals:
- Reacció de Bouchardat (iodur potàssic): S'hi produeix un precipitat de color marró vermellós.
- Reactiu de Mayer (tetraiodomercuriat potàssic): S'hi produeix un precipitat blanc crema.
- Reactiu de Dragendorff (tetraiodobismutat potàssic): Es crea un color taronja vermellós.
- Reactiu de Bertrand (fosfotúngstic): S'hi produeix un precipitat blanc.
- Reacció Hagger (àcid pícric): S'hi produeix un precipitat groc.

Per a la identificació i la quantització d'alcaloides s'utilitza la cromatografia en capa fina (CCF o TLC) i la cromatografia líquida d'alta resolució (CLAR o HPLC).

## Alcaloides derivats del tropà

Estructura del Tropà

Es troben en solanàcies i eritroxilàcies majoritàriament. Són una estructura bicíclica d'anells pirròlics i piperidínics i resulten de l'esterificació d'alcohols amb àcids orgànics. La caracterització d'aquestos alcaloides es produeixen per reaccions generals de precipitació (Dragendorff, Bouchardat i Mayer) i per coloració (Vitali-Morin)
Són drogues parasimpaticolítiques (Atropa belladona, Datura stramonium, Hyoscyamus niger). Inhibeixen els receptors muscarínics a nivell perifèric en òrgans innervats per fibres post-ganglionars parasimpàtiques i a nivell del sistema nerviós central (SNC) per un mecanisme competitiu i reversible de la unió de l'acetilcolina amb els seus receptors.

### Alcaloides derivats del tropanol i els seus efectes farmacològics
- A nivell perifèric
  - Ocular: Midriasi i ciclopèxia
  - Disminueixen les secrecions...
  - Disminueix el peristaltisme intestinal i del to de les vies urinaries
  - Taquicàrdies
  - Broncorelaxació
- A nivell del SNC
  - ATROPINA: Síndrome anticolinèrgic
  - ESCOPOLAMINA: En dosis terapèutiques proporciona una acció sedant, depressiva, hipnòtica i inductora de l'amnèsia. És incapacitant en dosis altes.
- Usos terapèutics
  - Propietats relaxants de la musculatura llisa abdominal
  - Tractament de bradicàrdies i per a la reanimació de la parada cardíaca asistòlica.
  - Antiemètic (evita el vòmit)

### Alcaloides derivats de l'ecgonina i els seus efectes farmacològics
La més coneguda és la cocaïna. Produeixen estats d'eufòria i excitació, fa disminuir la gana i la sensació de cansament. A més, produeix nerviosisme, confusió, alteracions de la percepció i apropament cap a un estat paranoic.
En un estat de toxicitat aguda produeix arrítmies, infarts de miocardi, aturada cardíaca, hipertensió i hemorràgia cerebral. Si el seu consum és crònic es produeix una alteració del comportament i la personalitat i es crea una forta dependència psíquica.

## Alcaloides pirrolizidínics

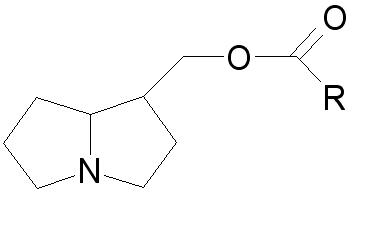
Necina

Són metabolits secundaris vegetals tòxics en animals i humans. Són heterocicles nitrogenats amb dos anells pirròlics. Deriven de la necina i l'àcid nècic. Produeix una gran toxicitat a nivell hepàtic. Alguns d'ells tenen escassa toxicitat i importància en activitat terapèutica (activitat bloquejant neuromuscular i antitumoral). De les famílies botàniques destaquen per tenir aquest tipus d'alcaloides:
- Boraginàcies:
  - Borago officinalis: antiinflamatòria, emol·lient, diürètica.
  - Symphytum officinale i Symphytum consolida (esquinços, ferides…)
- Asteràcies:
  - Senecio vulgaris
  - Senecio pterophorus

## Alcaloides quinolizidínics
Són alcaloides derivats de la quinolizidina i aquesta deriva del metabolisme de la lisina. Les famílies botàniques que destaquen són les fabàcies, berberidàcies, solanàcies, ranunculàcies, quenopodiàcies i rubiàcies. Destaquen els alcaloides del gènere Lupinus (lupinina, lupanina i anagirina d'alta toxicitat hepàtica) i l'esparteïna, Cytisus scoparius, antiarrítmic i bloquejant neuromuscular.

## Alcaloides piperidínics
Deriven de la piperidina. A causa d'aquest fet, aquestos alcaloides tenen un caràcter molt bàsic. Destaca la Lobelina, Lobelia inflata, (antiasmàtic, mucolític, expectorant) i l'escorça de Punica granatum (antihelmíntica).

## Alcaloides derivats de la fenilalanina i tirosina

Mescalina

### Alcaloides derivats de la fenetilamina
- Efedrina: gènere Ephedra
  - Amines simpaticomimètiques
- Mescalina: Lophophora wiliamsii
  - Amines al·lucinògenes

### Alcaloides derivats de la isoquinoleïna
- Bencilisoquinoleïnes: Papaverina, reticulina, coclaurina.
  - Papaverina (opi): Relaxant del múscul llis i sense efectes al sistema nerviós central. No posseeix els efectes adversos que tenen els morfinans.
- Bisbencilisoquinoleïnes: Tubocurarina.
- : Escorça del Chododendron tomentosum (curaré): Paràlisi progressiva dels músculs estriats.
- Protoberberines i derivats: Noscapina
- : Antitussigen derivat de l'opi. No té els efectes adversos que tenen els morfinans.

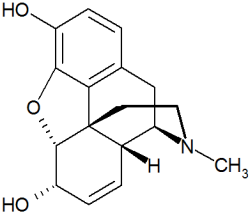
Morfina

- Morfinans o fenantrènics: Morfina, Codeïna, Tebaïna
  - Morfina: (no s'absorbeix bé per via oral)
    - Sistema nerviós central:
      - Analgèsia
      - Eufòria i benestar
      - Depressió respiratòria
      - Emètic (provoca el vòmit)

    - Sistema nerviós perifèric:
      - Antidiarreic

  - Codeïna: (s'absorbeix bé per via oral)
    - Analgèsia (un efecte del 20% de la morfina)
    - Potent antitussigen a dosis subanalgèsiques.

## Alcaloides derivats del triptòfan
Aquest tipus d'alcaloides es troben distribuïts en plantes i animals. En els vegetals es troben en les famílies botàniques apocinàcies, loganiàcies i rubiàcies. Aquest grup té una gran varietat d'accions farmacològiques i usos com anticancerosos, antimalàrics, etc.

### Alcaloides indòlics

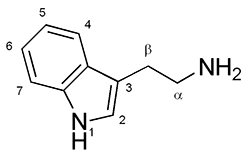
Triptamina

#### Alcaloides simples del triptòfan
Aquestos alcaloides deriven de la triptamina –la descarboxilació del triptòfan– per aquest motiu també se'ls solen anomenar triptamines:
- Serotonina: És un neurotransmissor del SNC, com a mitjancer de la inflamació al·lèrgica i causa contracció de vasos i músculs llisos.
- Melatonina: És un altre neurotransmissor involucrat en els cicles de la son. Encara no està demostrada la seua eficàcia com a anti jet-lag.
- Psilocina i Psilobicina: Tenen propietats al·lucinògenes (Psilocybe mexicana) responsables de la intoxicació per fongs.

#### Alcaloides indòlics tricíclics
Són alcaloides obtinguts per la ciclació de la triptamina. Aquest tipus d'alcaloide es divideix en:
- Alcaloides relacionats amb la fisostigmina
- Carbolines (alcaloides tipus harmà i harmina)
- Carbazols (murraianina)

Fisostigmina:
Es troba en la fava de Calabar (Physostigma venenosum B.), llavors madures i desseques. la fisostigmina inhibeix a l'enzim acetilcolinesterasa, produint un efecte colinèrgic durador, és un parasimpaticomimètic. S'utilitza en clínica per a prevenir els efectes de dosis tòxiques o clíniques de fàrmacs anticolinèrgics sobre el SNC o glaucoma. Sembla que dona bons resultats en l'Alzheimer i com a antídot en intoxicacions per atropina i difenilhidramina.

#### Alcaloides del tipus ergolina

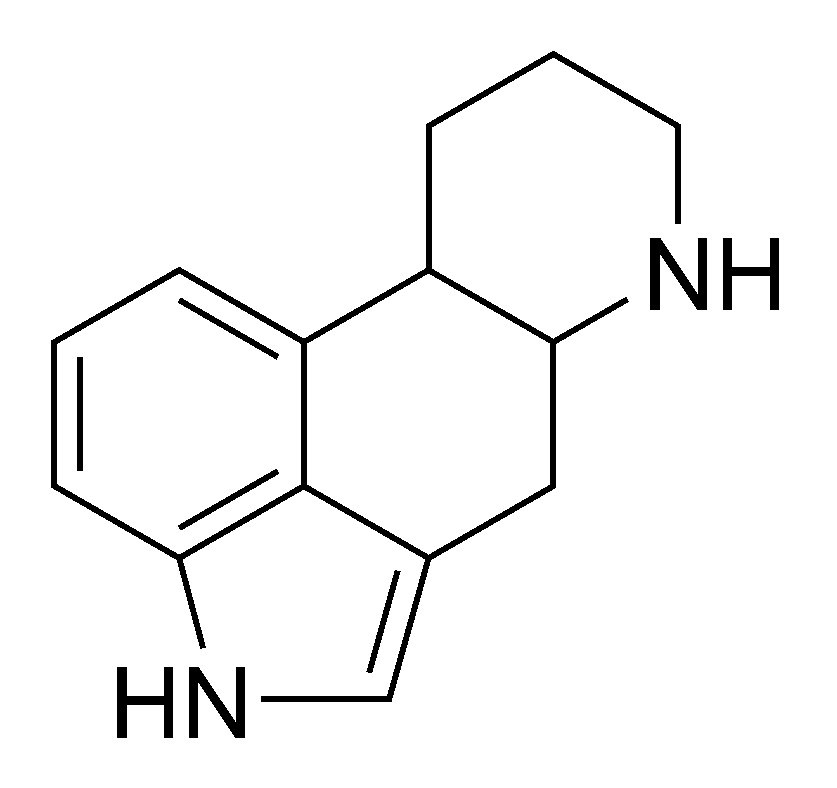
Estructura química de l'ergolina

Són alcaloides del qual l'àcid lisèrgic n'és el precursor. Es troben en l'escleroci dels fongs de la família Clavicipitaceae, els quals contaminen a cereals (com la banya del sègol, Claviceps purpurea, que afecta el sègol) i altres gramínies. Amb la ingesta d'aquestos fongs causen la intoxicació anomenada "foc sagrat" molt freqüent a l'edat mitjana i en l'actualitat reconeguda com a Ergotisme.
Aquestos alcaloides es classifiquen en:
- Ergopèptids:
  - Grup ergotamina:
    - Ergotamina, ergotaminina, ergosina i ergosinina.

  - Grup ergotoxina:
    - Ergocristina, ergocristinina, ergocriptina, etc.
- Amides de l'àcid lisèrgic:
  - Ergina, LSD (dietilamida de l'àcid lisèrgic), ergonovina (ergometrina), etc.
- Clavines
- Altres:
  - Tartrats, maleats, pergolida, lisurida.

Els preparats de banya de sègol ja no s'utilitzen farmacològicament sinó que s'utilitzen els alcaloides purs o altres obtinguts per hemisíntesi farmacèutica:
- Els tartrats d'ergotamina i dihidroergotamina (semisíntesi) tenen efecte antimigranyós.
- Maleat i tartrat d'ergonovina en la prevenció de l'hemorràgia post-part a causa d'una atonia uterina.
- La bromocriptina com a mesilat en el tractament curt de l'amenorrea i en la galactorrea.
- Ergometrina, o ergonovina, té efecte oxitòcic.
- Ergotamina té efecte vasoconstrictor i és útil també com a antimigranyós.

#### Alcaloides indol-monoterpènics

Estructura de l'estrictosidina

També se'ls anomena alcaloides isoprenoides. Es tracta de la unió de la triptamina amb la secologanina formant un glucòsid monoterpènic (estrictosidina).
Les plantes més representatives que contenen aquest tipus d'alcaloides són:
- Strychnos nux-vomica (Matacà):
  - Estricnina: Verí d'animals.
  - Brucina: desnaturalitzador de l'alcohol.
- Gelsemium sempervirens (Gelsemi):
  - Gelsemina: analgèsic en neuràlgies i migranyes.
- Rauwolfia serpentina (Rauvòlfia):
  - Reserpina (principi actiu principal): tractament de la hipertensió moderada o lleu.
- Aspidosperma quebracho-blanco (quebratxo blanc): Antitussigen i antiasmàtic.
  - Aspidospermina
  - Iohimbina
- Pausinystalia yohimbe (iohimbe): antidiürètica i potenciador sexual.
  - Iohimbina
- Catharantus roseus (Pervinca):
  - Vinblastina: anticancerós de testicle
  - Vincristina: antineoplàstic per a leucèmies, limfomes, sarcomes i alguns carcinomes.
- Vinca minor i Vinca major (vincapervinca):
  - Vincamina: millora la circulació cerebral i disminueix els edemes cerebrals.

### Alcaloides quinoleínics

Quinina

No posseeixen l'anell indol, sinó que s'agrupa i forma un anell quinoleínic i la fracció monoterpènica resulta en un anell de quinuclidina. Aquest tipus d'alcaloide es troba només en dos gèneres Cinchona i Remijia. La droga (quina) és l'escorça de diferents espècies, híbrids del gènere Cinchona. La farmacopea britànica i l'europea reconeixen a l'escorça de l'espècie C. succirubra com a la droga oficial.

Anell quinoleïnic

Els alcaloides més importants de dins d'aquesta família són la quinina i quinidina i els seus derivats cinconidina i cinconina.
- Quinidina: S'utilitza com a prototip de principis actius antiarítmics. Bloqueja els canals de Na+. Disminueix la conducció nerviosa i prolonga el període refractari, suprimint els marcapassos ectòpics. Prevén la taquicàrdia.
- Quinina: S'utilitza com antimalàrica i com a prevenció de rampes nocturnes. (FDA no la considera segura en aquests casos). Actualment s'utilitza més el seu derivat sintètic Cloroquina (inhnibeix l'enzim heme-p.asa del paràsit). Té bastants efectes secundaris (tipus al·lèrgic, vertigen, sordesa, etc. i tipus tòxic anomenades cinconisme). Té interacciones amb el hidrogencarbonat de sodi i l'acetazolamida elevant la concentració sanguínia de quinina causant toxicitat. Els antiàcids amb alumini, retarden la seua absorció.

Hi ha una planta que fabrica aquest tipus d'alcaloides però el seu ús és antitumoral. És la Camptotheca acuminata ("àrbre de l'amor o de l'alegria") i l'alcaloide és la Camptotecina. Actualment està en experimentació encara que a la Xina ja s'està utilitzant en clínica. Derivats com la 9-aminoCPT i CPT-11 es troben en la fase d'assajos clínics per la seua potència antitumoral.

## Alcaloides d'origen divers (imidazòlics i xàntics)

### Alcaloides imidazòlics, diterpènics i esteroídics

(-)-Pilocarpina

Els alcaloides imidazòlics deriven de la histidina, ja que contenen un anell imidazòlic. Hi ha pocs alcaloides imidazòlics i es troben en diferents famílies com les rutàcies, euforbiàcies, fabàcies, etc.

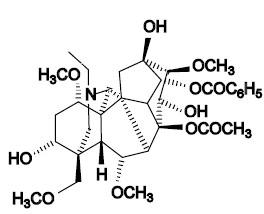
aconitina

L'alcaloide més interessant és la pilocarpina pel seu interés terapèutic. Està majoritàriament en el gènere Pilocarpus de la família rutàcies. En Amèrica del Sud el terme jaborandi s'empra per a designar drogues de diferents espècies de rutàcies (jaborandi de Maranyó (P. microphyllus), de Pernambuc (P. jaborandi), etc.). L'oficinal és el Pilocarpus jaborandi, la droga del qual són les fulles. Els efectes de la pilocarpina són parasimpaticomimètiques (provoquen hipersecreció salivar, gàstrica, i sudoral, broncoconstricció i bradicàrdia). A nivell ocular produeix vasoconstricció de l'iris i miosi. S'utilitza en forma de nitrat o clorhidrat aïllat o associat a la fenilefrina. S'empra associat a un blocador ß en glaucomes crònics o en hipertonia ocular.
Els alcaloides diterpènics i esteroídics provenen del mevalonat. Els diterpènics més tòxics com l'aconitina es troben als gèneres Aconitum i Delphinium. Per l'alta toxicitat ja no es fan servir per fer pomades per a neuràlgies del trigemin i per a la ciàtica i com a sedant de la tos seca (tintura d'acònit) en afeccions gripals. Els alcaloides esteroídics, que tenen com a nucli el ciclopentanoperhidrofenantré, el precursor és el colesterol. Aquest tipus es troba en les famílies apocinàcies, solanàcies, i liliàcies.

### Alcaloides de bases xàntiques (família de la metilxantina)
No se'ls considera vertaders alcaloides, a causa que no totes les seues propietats bàsiques es corresponen amb els alcaloides en general: deriven de la xantina i no de cap aminoàcid, són amfòters, solubles en aigua calenta i en dissolvents clorats. Les principals bases xàntiques contingudes als vegetals són: Cafeïna, Teofil·lina i Teobromina. Es troben a les llavors de Coffea arabiga, les fulles de Tea sinensis, la Paullinia cupana, les llavors de Theobroma cacao, les llavors de Cola nitida i fulles d'Ilex paraguayensis.
El seu ús és interessant en begudes estimulants. La cafeïna té efecte sinèrgic (augmenta l'eficàcia de fàrmacs) amb analgèsics i amb antihistamínics evita l'efecte depressor sobre el SNC.

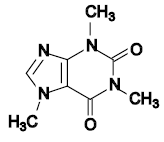
Cafeïna
Teobromina
Teofil·lina